# تشنغ الماس (دولت أباد)
تشنغ الماس (بالفارسية: چنگ الماس) هي قرية تقع في إيران في قسم دولت أباد الريفي. يقدر عدد سكانها بـ 426 نسمة بحسب إحصاء 2016.